# Karel Cogge

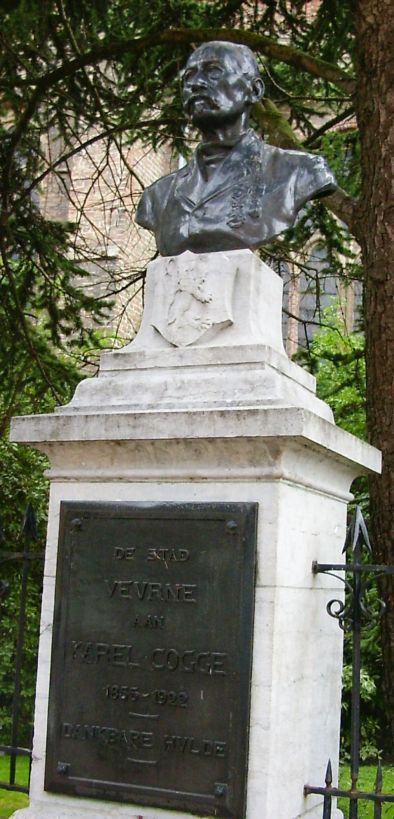
Borstbeeld van Karel Cogge in Veurne (12 sep 2004)

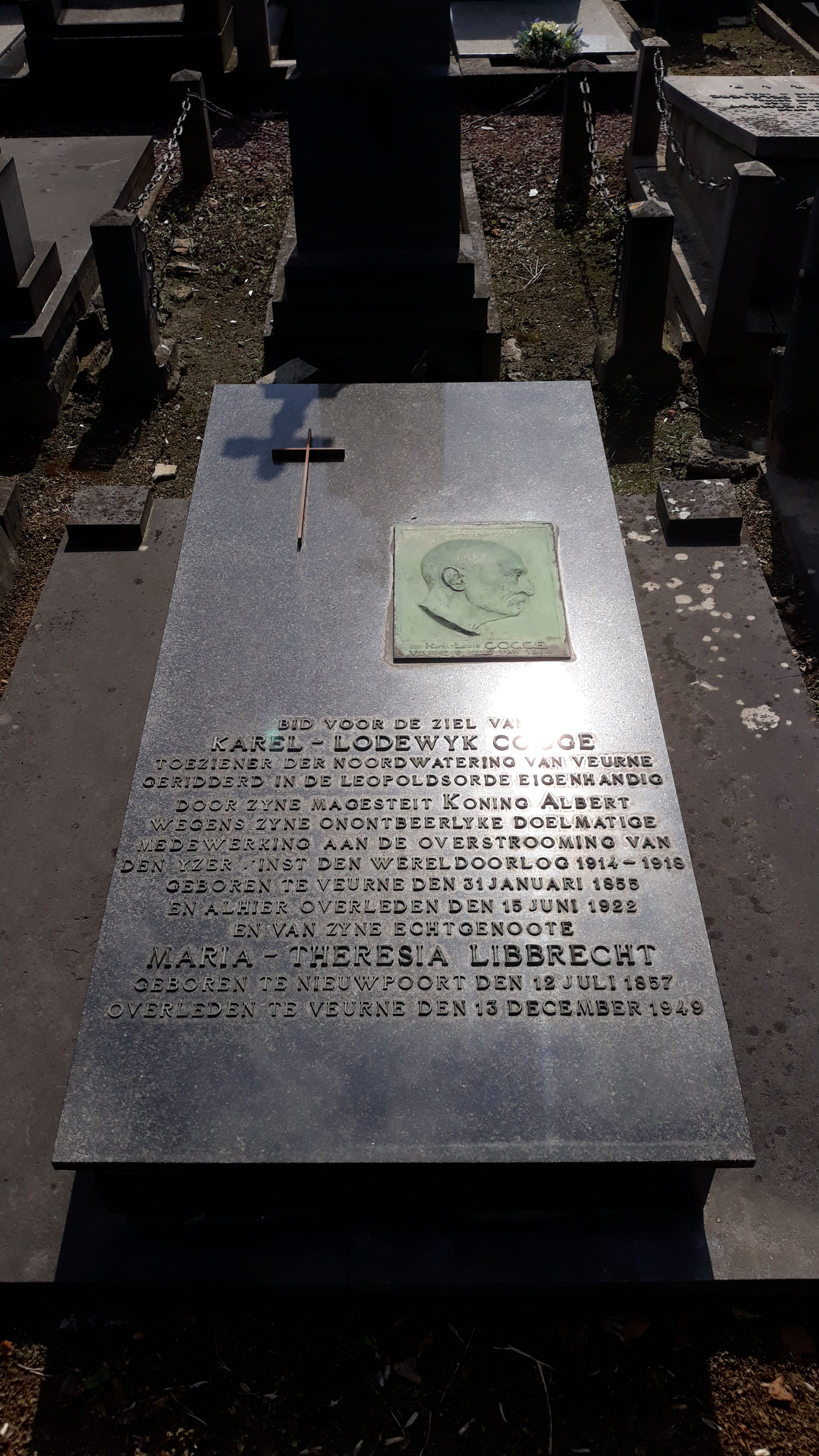
Graf van Karel en Mietje Cogge op begraafplaats te Veurne.

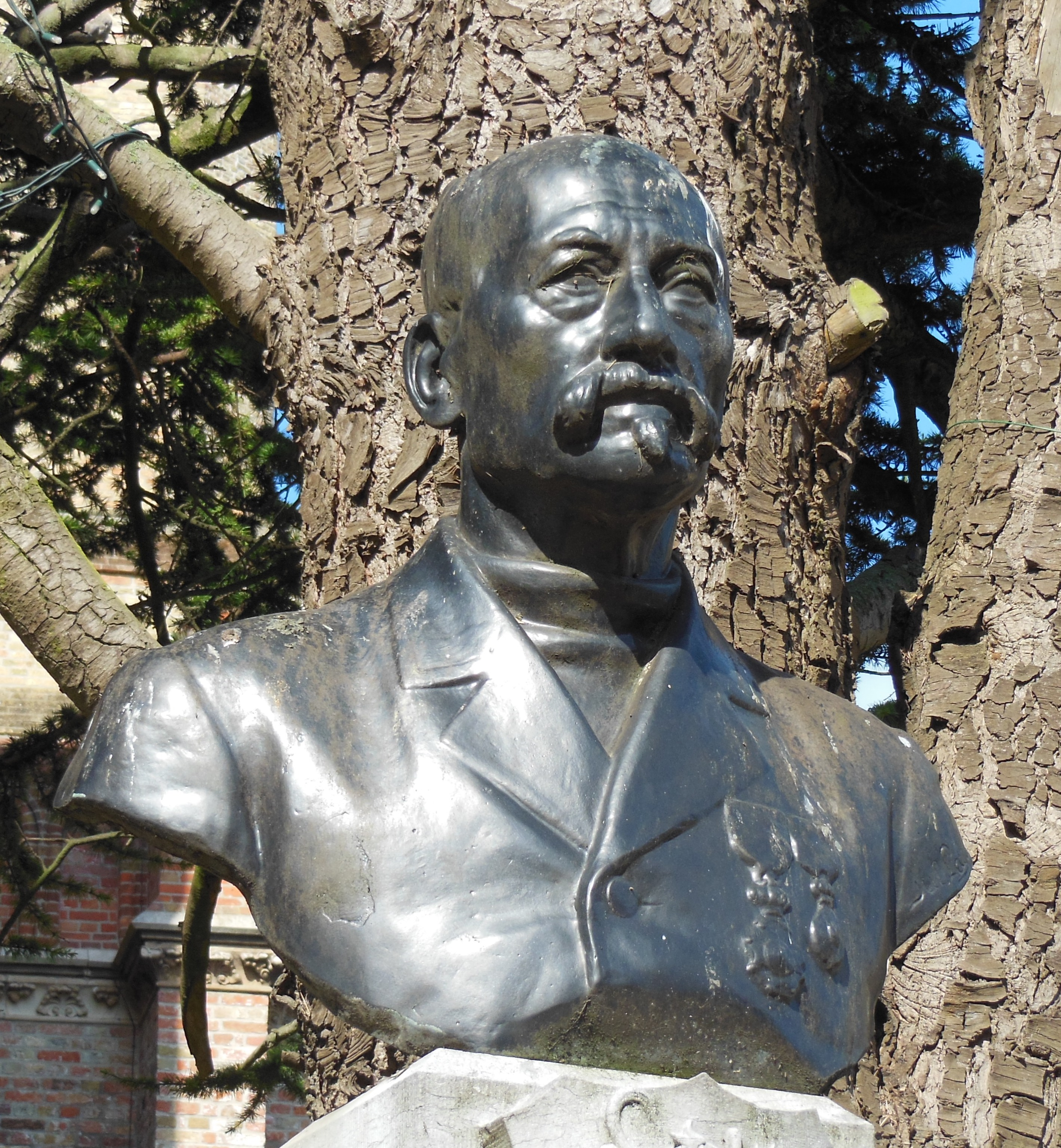
Borstbeeld gemaakt door Jules Lagae.

Carolus Ludovicus Cogge (Veurne, 31 januari 1855 – 15 juni 1922) was een opzichter van de Noordwatering van Veurne (NWV).
In de eerste maanden van de Eerste Wereldoorlog trekt het Belgische leger bij de Slag om de IJzer, onder druk van de Duitsers, terug tot achter de IJzer. In de tweede helft van de maand oktober 1914 wordt duidelijk dat de Belgische troepen hun posities achter de IJzer moeilijk kunnen blijven verdedigen. Bovendien waren de Fransen van plan om zelf bij Duinkerke stukken land onder water te zetten, waardoor de Belgische troepen riskeren ingesloten te geraken. De militaire staf zoekt dan ook middelen om de Duitse troepen een halt toe te roepen. Dat leidt in de nacht van 21 op 22 oktober, met de hulp van Hendrik Geeraert, tot het onder water zetten van de Sint-Jorispolder, maar het resultaat is te beperkt om de Duitse troepen tegen te houden.
Op zondag 25 oktober 1914 wordt Karel Cogge ondervraagd door de Belgische stafofficier Prudent Nuyten over de mogelijkheden om de streek tussen de verhoogde spoorwegberm Diksmuide-Nieuwpoort en de linkeroever van de IJzer onder water te zetten. Als gevolg van deze gesprekken gaat Cogge met kapitein-commandant van de genie Victor Jamotte op verkenning langs de spoorwegberm, want deze moet op tal van plaatsen gedicht worden teneinde het water van de inundatie tegen te houden. Een tweede probleem om dit gebied onder water te zetten is het feit dat de stuw die opengezet moet worden bijna onder de neus van de Duitse troepen ligt. Daarom wordt eerst geopteerd om water te laten binnenlopen via het Kattesas, een ander sas wat indirect ook op de Beverdijkvaart is aangesloten. Gedurende twee opeenvolgende nachten (26 op 27  en 27 op 28 oktober) gaat Karel Cogge met  reservekapitein Robert Thys van de genie  mee naar het Kattesas (ook bekend als Spaanse sluis; ook vaak omschreven als "sas van de Oude Veurnevaart") in Nieuwpoort (zie Ganzepoot in Nieuwpoort) om dit te openen. Het water kan inderdaad de grote Beverdijkvaart inlopen, maar het debiet via deze omweg is te klein om het gebied volledig onder water te zetten.
Na advies van  ingenieur Bourgoignie wordt beslist om toch Karel Cogge's originele plan uit te voeren: De overlaat van de Noordvaart wordt telkens bij vloed 's nachts opengezet. De uitvoering van dit plan gebeurt weer met medewerking van Hendrik Geeraert, want de bewuste overlaat bevindt zich aan de Ganzepoot waar eerder al de Sint-Jorispolder mee onder water werd gezet. En dit plan werkt wel: na 4 nachten staat 15 km frontlinie onder water. De eenheid van kapitein-commandant Robert Thys zal de rest van de oorlog deze situatie in stand weten te houden, waardoor de Duitse troepen 4 jaar geen wezenlijke vooruitgang konden boeken op dit front.
Voor zijn bijdrage aan de inundatie kreeg Karel Cogge op 4 november 1914 door koning Albert I het ridderkruis van de Leopoldsorde opgespeld. Hem werd ook tweehonderd Belgische frank beloofd. Het leger keerde hem op 4 juli 1916 het tienvoudige uit (tweeduizend Belgische Frank was in die tijd ongeveer de jaarwedde voor een onderwijzer).
Pas na de oorlog leerden Karel Cogge en Hendrik Geeraert elkaar kennen. Op 30 oktober 1920 werden ze samen door de “Ligue du Souvenir” in de Parkschouwburg te Brussel gehuldigd. 
Karel-Lodewijk Cogge was gehuwd met Marie 'Mietje' Libbrecht. Samen hadden ze twaalf kinderen, van wie er tien op jonge leeftijd stierven. Zoon Camiel was in de Eerste Wereldoorlog beroepsofficier en bracht het later tot kolonel. Dochter Clementine bleef ongehuwd. Karel overleed op 15 juni 1922. Dochter Clementine huwde met Remy L'epee, rijkswachter.

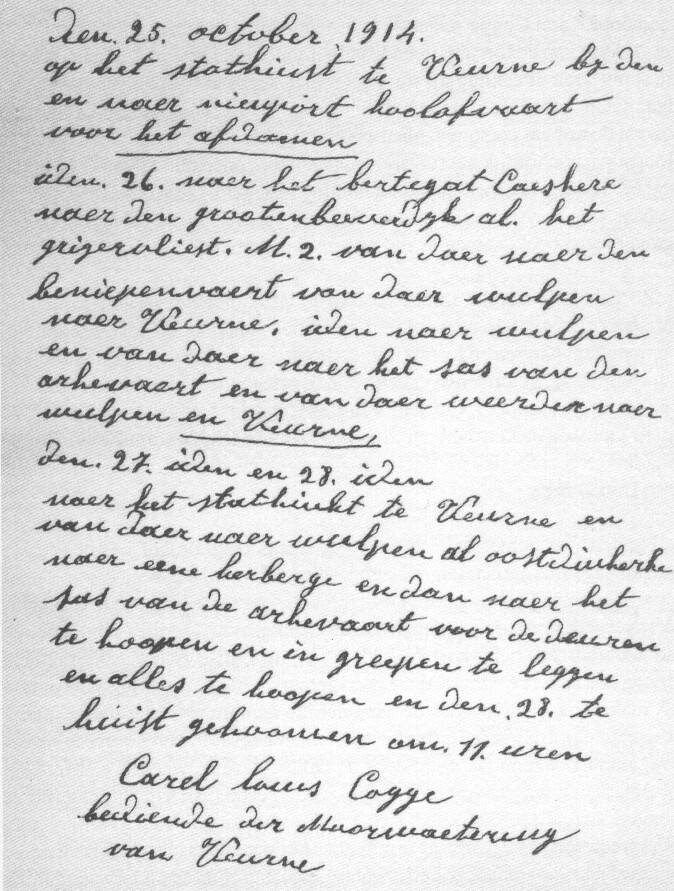
Handschrift van Charles Cogge, 29-08-1917, archief Robert Thys. 1 p.Gepubliceerd in het werk van Robert Thys, Nieuport, in 1922. Ook bij Paul Van Pul in 2004